# Costa Amalfitana
A Costa Amalfitana ou Costa de Amalfi (em italiano, Costiera Amalfitana) é uma costa de grande beleza natural localizada na Província de Salerno, na região da Campânia, na Itália. É classificada pela Organização das Nações Unidas para a Educação, a Ciência e a Cultura desde 1997 como Património Mundial da Humanidade.
Ela compreende as comunas de Vietri sul Mare, Cetara, Tramonti, Maiori, Minori, Ravello, Scala, Atrani, Amalfi, Conca dei Marini, Furore, Praiano e Positano.

## Lugares de interesse turístico

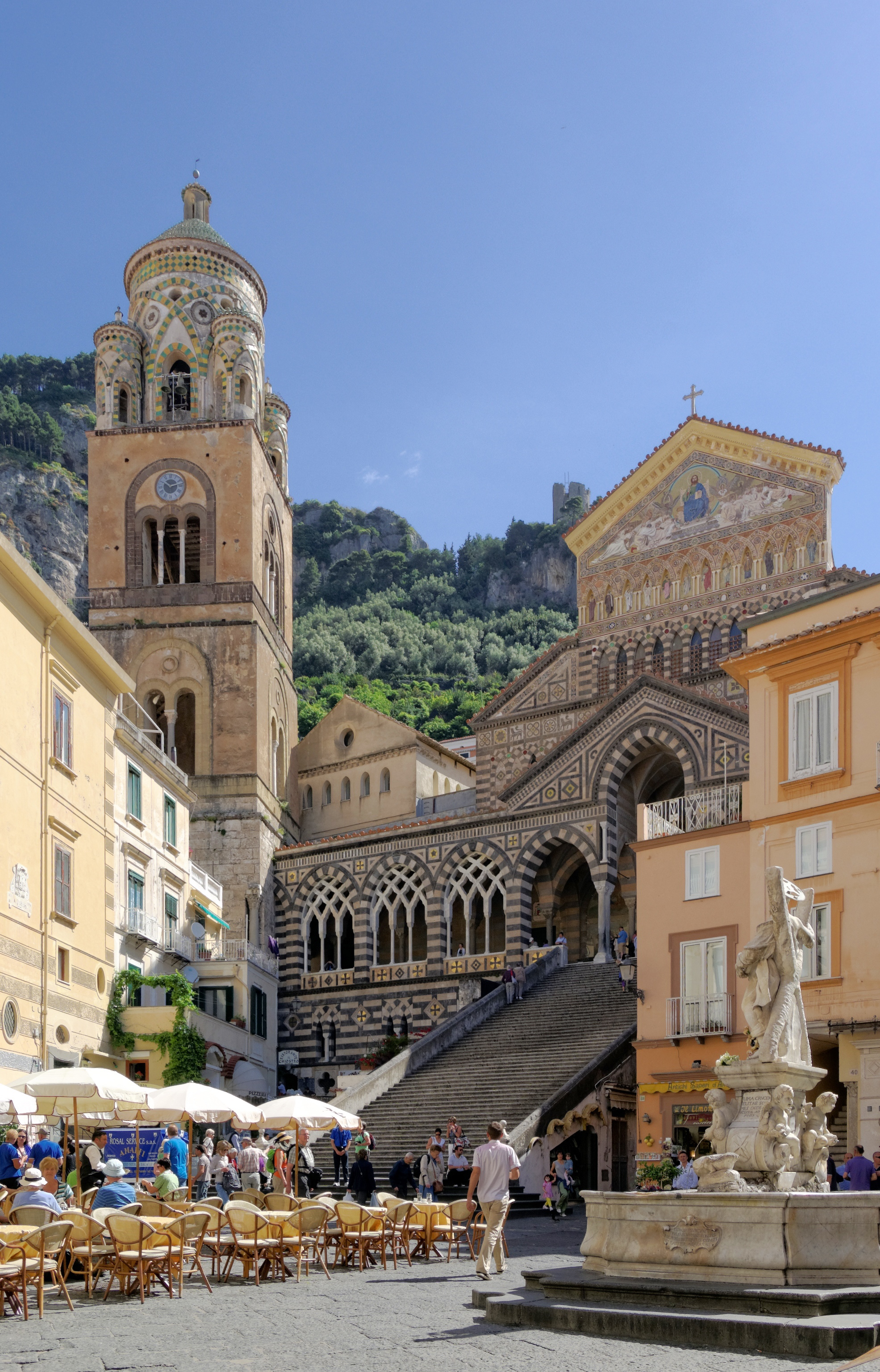
Duomo de Amalfi

- Centro Histórico de Amalfi
  - Duomo (Catedral) de Amalfi, dedicada a Santo André, e Claustro do Paraíso
  - Museu do papel de Amalfi
- Centro Histórico de Atrani
  - Igreja de San Salvatore de Bireto
  - Praia de Atrani
- Centro Histórico de Conca dei Marini
  - Igreja de San Pancrazio martire
  - Praia de Marina di Conca
  - Caverna das Esmeraldas (em italiano it:Grotta dello Smeraldo)
- Centro Histórico de Maiori
  - Praia de Maiori
  - Palazzo Mezzacapo
  - Catedral Santa Maria a Mare
- Centro Histórico de Minori
  - Basílica de Santa Trofimena
  - Praia de Minori
  - Caminho dos limões
  - Villa Romana
- Centro Histórico de Positano
  - Igreja de Santa Maria Assunta
  - Praia de Positano
  - Villa Romana
- Centro Histórico de Ravello
  - Duomo (Catedral) de Ravello e Púlpito, executado em 1272 por Niccolò di Bartolomeo
  - it:Villa Cimbrone: Jardim, Belvedere e Terraço do Infinito (em italiano Terrazza dell'Infinito)
  - it:Villa Rufolo: Jardim e Torre maior
  - it:Ravello Festival: festival de música e dança
  - it:Auditorium Oscar Niemeyer

- Centro Histórico de Scala